# NGC 2750
NGC 2750 est une galaxie spirale située dans la constellation du Cancer. NGC 2750 a été découverte par l'astronome germano-britannique William Herschel en 1785.

## Caractéristiques
Sa vitesse par rapport au fond diffus cosmologique est de 2 937 ± 18 km/s, ce qui correspond à une distance de Hubble de 43,3 ± 3,0 Mpc (∼141 millions d'al).
À ce jour, quatre mesures non basées sur le décalage vers le rouge (redshift) donnent une distance de 20,425 ± 13,678 Mpc (∼66,6 millions d'al), ce qui est à l'extérieur des valeurs de la distance de Hubble. Notons que c'est avec la valeur moyenne des mesures indépendantes, lorsqu'elles existent, que la base de données NASA/IPAC calcule le diamètre d'une galaxie et qu'en conséquence le diamètre de NGC 2750 pourrait être d'environ 28,2 kpc (∼92 000 al) si on utilisait la distance de Hubble pour le calculer.
La classe de luminosité de NGC 2750 est III et elle présente une large raie HI.

## Trou noir supermassif
Selon un article basé sur les mesures de luminosité de la bande K de l'infrarouge proche du bulbe de NGC 2750, on obtient une valeur de 107,3 {\displaystyle M_{\odot }} (20 millions de masses solaires) pour le trou noir supermassif qui s'y trouve.